# واسم ورمي
واسم ورمي أو واصم ورمي (بالإنجليزية: Tumor marker)‏ هو واسمٌ حيوي يُوجد في الدم أو البول أو أنسجة الجسم حيثُ أنهُ قد يرتفع عند وجودِ نوعٍ سرطاني واحد أو أكثر. هُناك العديد من الواسمات الورمية المختلفة، وكلٌ منها يمتلك آليةً خاصة، وتستخدم في علم الأورام للمساعدة في كشف وجود السرطان. على الرغم من أنَّ ارتفاع مستوى الواسم الورمي يُشير إلى السرطان، ولكن هناك أسبابًا أُخرى قد تؤدي لارتفاع مستوياته (نتائج إيجابية كاذبة).
تُنتج هذه الواسمات مباشرةً من السرطان أو الخلايا غير السرطانية كردِ فعلٍ على وجود السرطان. يُساعد تصوير الثدي الشعاعي، وتخطيط الصدى الطبي، والتصوير المقطعي المحوسب، والتصوير بالرنين المغناطيسي بالإضافة إلى الواسمات الورمية في تحديد مرحلة السرطان وعلاجه، إلا أنها ليست اختبارًا تشخيصيًا نهائيًا، حيثُ أنَّ التشخيص يجب أن يؤكد غالبًا عبر الخزعة.

## وصلات خارجية
- Tumor+Markers,+Biological في المكتبة الوطنية الأمريكية للطب نظام فهرسة المواضيع الطبية (MeSH).